# 石井哲也
石井 哲也（いしい てつや、1969年7月30日 - ）は日本のフリーアナウンサー、（株）FCEアンバサダー（研修講師）。元NHKアナウンサー、元茨城放送（現在のLuckyFM茨城放送）アナウンサー兼任編成事業部リーダー。

## 来歴・人物
- 水戸市立水戸第二中学校卒業。中学校在学中は生徒会長を務める。
- 高校（茨城県立水戸第一高等学校）・大学時代は硬式野球をやっていた。
- NHKのアナウンサーとしてはずっと地方局勤務で、最後の地となった富山局ではアナウンスのデスクを担当。2007年度いっぱいでアナウンス職を離れた。
- アナウンス職を離れたあとは北九州放送局を皮切りに地元茨城の水戸放送局などで編成、広報、事業業務を担当。NHKでの最後の勤務地は東京。
- NHKアナウンサーとしての同期には小田切千、久保純子、土井敏之、高橋美鈴、三上弥、石井麻由子、坂梨哲士、田中朋樹、三橋大樹などがいる。
- 2020年9月、茨城放送に移籍した。「Music Pick up 80's&90's」のパーソナリティを担当する[4][5]。毎回、80年代から90年代の1年にスポットを当てて、その年に流行った楽曲を基本フルサイズでオンエアしている。合言葉は「ナウでヤングな青春時代にプレイバック！」。リスナーの総称は「ナウヤン同盟」で、番組ラストでは毎回没メールを送ったリスナーのナウヤンネームを読み上げる愛の点呼を行う。
- 「Music Pick up 80's & 90's」の23時台前半は前週に発表した1組のアーティストやテーマに沿ったリクエストから5曲を選曲して、オンエアしている。たまにアーティスト本人や公式アカウントから反応があることがある。特に2022年1月25日放送の第70回の「DREAMS COME TRUE」特集ではDREAMS COME TRUEのリーダーでベーシストの中村正人本人が本番中に番組推奨ハッシュタグ「#mp8090」をつけてドリカム特集について言及し、Twitterのタイムラインがざわついた。石井自身も中村のツイートに即反応し、番組内で感謝を述べていた。[6][7]
- 愛称は度々番組内で生歌を披露することから「生歌王子」。番組でその日の生歌の回数をカウントすることが番組の恒例となっている。[8]
- 2022年8月2日放送の「Music Pick up 80's & 90's」（第97回）で茨城放送を退社して、フリーアナウンサーに転身したことを公表した（テレビ番組制作会社のプロデューサーも兼任）。その際、担当番組の「Music Pick up 80's&90's」と「みんなのクラシック」はフリー転身後も継続して出演することも発表した。[9]
- 2023年10月31日放送の「Music Pick up 80's & 90's」（第162回）で公式X を開設したことを発表した。[10]
- 酒は苦手でコーラ好き。

## NHKでの出演番組
- ニュース、中継、リポートなど
- おでかけ放送体験クラブ（富山局）

## LuckyFM茨城放送での出演番組
- Music Pick up 80's&90's[11]（火曜 22:00 - 24:00、2020年9月28日 - ） - パーソナリティ
- Music Pick up ニューイヤースペシャル（2021年1月1日）他出演:山下真保子、大島千穂 - パーソナリティ
- 水戸芸術館 presents みんなのクラシック[12]（日曜 7:30 - 8:00、2021年7月4日 - ） - パーソナリティ
- 全国高校野球選手権茨城大会実況中継（2021年7月17日 - 2021年7月26日） - リポーター
- LuckyFesスペシャル番組「Lucky Space ON AIR'25][13]（2025年8月11日 11:10 - 11:45） - ステージゲスト

## その他出演番組
- 上田医院presents上田聡＆石井哲也の目からうろこなお話[14][15]（市川うららFM／第2・第4 月曜 19:30 - 20:00、2023年11月13日 - ） - パーソナリティ